# Krabi krabong
El krabi krabong (en tailandés: กระบี่กระบอง; RTGS: krabi krabong ; IPA: [krabi ː krabɔ̄ ː n]) es un arte marcial tailandés enfocado en el uso de armas. El nombre del sistema se refiere a sus principales armas, el sable corvo —krabi— y la vara —krabong—. Por lo general las armas se manejan en parejas. Una característica destacable del krabi krabong es la armonía en el uso de las armas y el uso de patadas, ataques de puntos de presión, bloqueos de las articulaciones, asimientos y lanzamientos.

## Historia

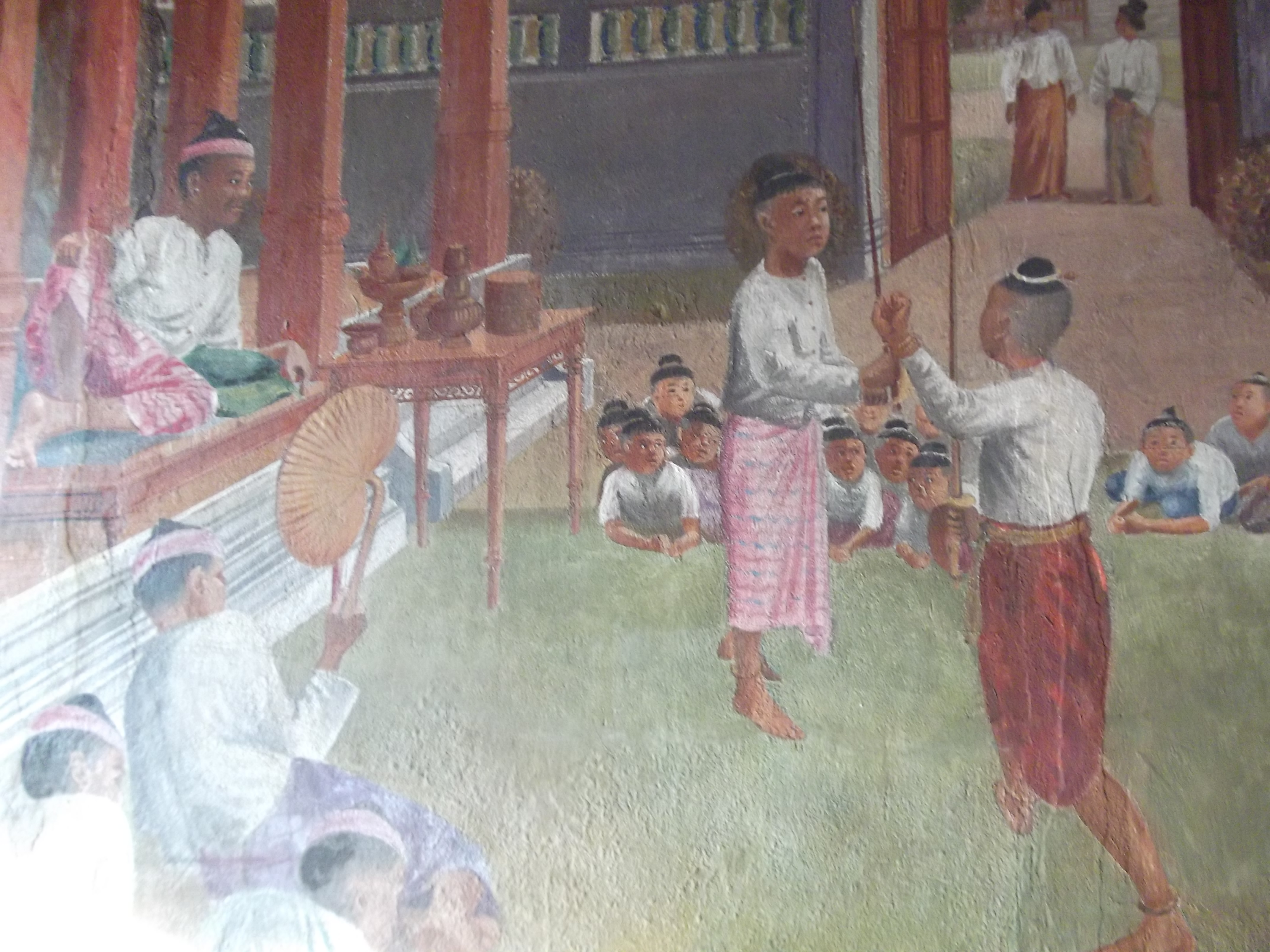
Mural pintado de la historia del rey Naresuan

El krabi krabong o combate con armas tradicionales, fue desarrollado por los antiguos guerreros siameses para luchar en el campo de batalla. Se usó junto con la disciplina sin armas del muay boran, (hoy  conocido como el Muay thai en su parte deportiva) pero si las dos artes se desarrollaron juntas o de forma independiente es incierto. Las antiguas guerras en Indochina eran sobre todo entre reinos y principados rivales. Los combatientes llevaban escudos de piel de rinoceronte. La invasión birmana de 1767 resultó en la pérdida de muchos documentos históricos y documentos culturales. Entre estos se sabe que se han perdido obras de muay boran, masaje thai|masaje y esgrima. Como resultado, los aspectos de la historia siamesa anterior -incluyendo los sistemas de combate del país- deben ser a menudo obtenidos de otros lugares.
Los hallazgos arqueológicos y las danzas clásicas dan testimonio de la enorme cantidad de armas que una vez fueron utilizadas en Tailandia. Algunos de ellos ya no se encuentran en el krabi krabong de hoy día, como el kris (daga), el hauk (lanza), trisul (tridente largo o corto), dab (espada recta) y vajra. Coreografías enteras se construyeron basadas en armas individuales, y la calistenia usada por los militares tailandeses modernos todavía se basa en estas danzas.
Las armas, su diseño y la danza de guerra en krabi-krabong muestran evidencia de derivación india combinada con influencias chinas. Los eruditos, monjes, colonos y comerciantes del sur de la India fueron especialmente influyentes en la evolución de la cultura tailandesa y de las artes marciales nativas. El estilo Tamil de lucha con palo de silambam fue de particular importancia para la historia de numerosos sistemas de lucha del Sudeste Asiático, como la Eskrima filipina que además incorpora otras armas y métodos de lucha cuerpo a cuerpo. Durante el período colonial, el silambam se hizo más común en el sudeste de Asia que en la India, donde fue prohibido por los gobernantes británicos.
Los elefantes eran una parte integral de la guerra en Siam, así como lo fueron en la India. Comúnmente eran montados por guerreros de alto rango como generales o por la realeza. Para elegir a un sucesor de Int'araja I, sus dos hijos lucharon contra elefantes. Krabi-krabong era practicado a menudo por los mahouts del palacio o los amaestradores de elefantes. Desde el lomo de un elefante, los arqueros podían disparar flechas a los enemigos de abajo o, si estaba empuñando algún arma de asta , podían luchar con otro jinete. Después de la introducción del siglo XV de la pólvora, los elefantes sirvieron como tanques con cañones montados en sus espaldas. Las piernas eran el punto débil del elefante de guerra, por lo que tenían que ser custodiados por hasta cuatro soldados de a pie. Aunque los mahouts ya no practiquen artes marciales, las representaciones de tales batallas son organizadas por artistas que a menudo son de familias que han estado entrenando a elefantes desde era Ayutthaya.
A medida que el comercio de Indochina se extendía a Japón, pequeñas comunidades de japoneses vivían y comerciaban en la región. Después de la batalla de Sekigahara en 1600, varios guerreros samurai provenientes del lado perdedor de la guerra llegaron al reino de Siam. Otros eran piratas "Wako" o comerciantes oficiales que llegaron a los buques del sello rojo. Los japoneses huyeron del reino de Ayutthaya después de que los birmanos invadieron en 1767, pero dejaron su influencia en las artes de combate locales. Muchas de las técnicas, posturas, armas, y técnicas de combate cuerpo a cuerpo del krabi-krabong, son similares a los encontradas en las artes marciales clásicas del Japón o Koryū budō. Y en varias artes de armas japonesas, con espada, lanza o bastones / varas, conocidas como Kenjutsu, Sōjutsu y Bōjutsu. 
En Tailandia, así como en otros países del sudeste asiático, los monjes budistas fueron los principales recopiladores de técnicas y tácticas a la vez que hacían de maestros. Los jóvenes nobles e hijos de guerreros eran enviados a los templos donde, aparte de aprender sobre el budismo, se les enseñaba diversos temas que van desde las lenguas, las matemáticas hasta la astronomía. Uno de esos establecimientos fue el Templo de Buddhaisawan en Ayutthaya, donde los monjes enseñaban a combatir con espadas a sus estudiantes. El origen de estos monjes es desconocido pero se cree que provenían del reino de Lanna en el norte de Tailandia. El moderno Buddhaisawan Sword Fighting Institute fue dirigido por el monje Sumai Mesamana hasta su muerte en 1998. Su hijo Pramote Mesamana comenzó a entrenar en krabi-krabong a la edad de 6. El arte ha sido transmitido en su familia de padre a Hijo desde la era Ayutthaya.

## Armas
Las armas de krabi-krabong incluyen:
- Krabi กระบี่: sable de un solo filo.
- Krabong กระบอง: bastón / vara.
- Daab song mue ดาบสอง มือ: espadas dobles, una en cada mano.
- Lo โล่: adarga de madera o cuero de búfalo con una punta en el centro.
- Phlong พ ลอง: palo largo, por lo general en pareja o utilizado con un escudo.
- Ngaw o Ngau ง้าว: alabarda
- Mai sok san ไม้ ศอก สั้น: tonfas de madera
- Hawk flecha arrojadiza.
- Khawaan hacha.
- Meed Sahn cuchillo corto
- Dhang escudo de cuero o ratán de forma oval y curvada
- Khehen escudo en cuero de forma oblicua pero más pequeño que el Dhang)[2]